# Välkommen hit
För albumet av popgruppen Jumper, se Välkommen hit (Jumper).
Välkommen hit är det sjunde studioalbumet av den svenske trubaduren Lars Demian, utgivet i augusti 2007 på Alpha Records. Albumet producerades av Demian tillsammans med David Tallroth och nådde som bäst elfteplatsen på den svenska albumlistan. Det nominerades även för en Grammis 2008 i kategorin "Årets Folkmusik/Visa". Bland låtarna finns "Gud blues" som är en svensk tolkning av Randy Newmans "God's Song (That's Why I Love Mankind)".
Välkommen hit fick ett övervägande negativt mottagande av den svenska pressen, bland annat för att musiken ansågs vara förutsägbar, ovarierad och oinspirerad. Både Svenska Dagbladet och Hallands Nyheter jämförde Demians presentationer med Tom Waits.

## Mottagande

### Kritisk respons
På Kritiker.se, en webbplats som sammanställer svenska webbtidningars recensioner, har Välkommen hit ett medelbetyg på 2,4. Dan Backman på Svenska Dagbladet menade att albumet lät precis som förväntat, "Med sedvanligt överdriven teatraliskt diktion och till lika sedvanligt mesigt Tom Waits-komp besjunger han alliansen, kvällstidningarna och invandringspolitik. Man frågar sig hur ett sådant engagemang kan frambringa en så trött, oinspirerad och blek visrock.". Negativ kritik gavs även i en mycket kort recension av Sydsvenskans Håkan Engström, som inleddes, "Tio öppna dörrar, och i varje öppning står Lars Demian och flinar försmädligt. Sällan har satir varit så här förutsägbar och klumpigt formulerad.".
I Sundsvalls Tidning fick albumet ett något mer neutralt mottagande, "Finurliga texter om invandrarpolitik och batongglada polisaspiranter varvas med tramsiga historier om varför det kanske är bättre att vara bög än heterosexuell" men samtidigt en önskan om att variationen kunde varit större. Ralph Bretzer på Hallands Nyheter skrev att "Musiken är förvisso en ganska skön, lite jazzig, skrotupplagsrock som för tankarna till Tom Waits lite lättare nummer." men noterade också att kvaliteten på låttexterna hade sjunkit sedan de föregående albumen.

### Listframgångar
Välkommen hit gick in som 11:a på Sverigetopplistan den 30 augusti 2012 varpå den veckovis åkte upp till 24, 29 och 51 innan den försvann från listan.

## Låtlista
Alla låtar är skrivna av Lars Demian om inget annat anges.
1. "Så går det till" – 3:10
2. "Expressen" – 2:15
3. "Asien igen" – 4:07
4. "Välkommen hit" – 3:04
5. "Bättre att vara bög" – 3:12
6. "Lika bra å skita i å tänka" – 3:33
7. "Den glade polisaspiranten" – 2:57
8. "Vals bagatell" – 4:40
9. "Gud blues" (svensk tolkning av "God's Song (That's Why I Love Mankind)" av Randy Newman[2]) – 4:05
10. "Vaggvisa på Pelikan" – 2:54

## Listplaceringar
| Lista (2007)        | Högsta placering |
| ------------------- | ---------------- |
| Svenska albumlistan | 11               |

## Medverkande
- Janette Andersson – fotografi, omslag
- Daniel Bingert – slagverk
- Sanna Carlstedt – kör
- Lars Demian – sång, gitarr, piano, producent
- Thomas Hallonsten – trumpet
- Pelle Halvarsson – cello, trummaskin, kör
- Johan Johansson – kör
- Leif Jordansson – gitarrer, banjo, piano
- Nino Keller – trummor
- Simon Nordberg – mixning
- Anders Nygårds – violin, viola, stråkar
- Bence Pajor – elbas
- Benjamin Quigley – kontrabas
- Bebe Risenfors – trummor, kontrabas, elpiano, slagverk
- David Tallroth – gitarrer, trumpet, tuba, slagverk, kör, producent

Källa